# Császárbajszú tamarin

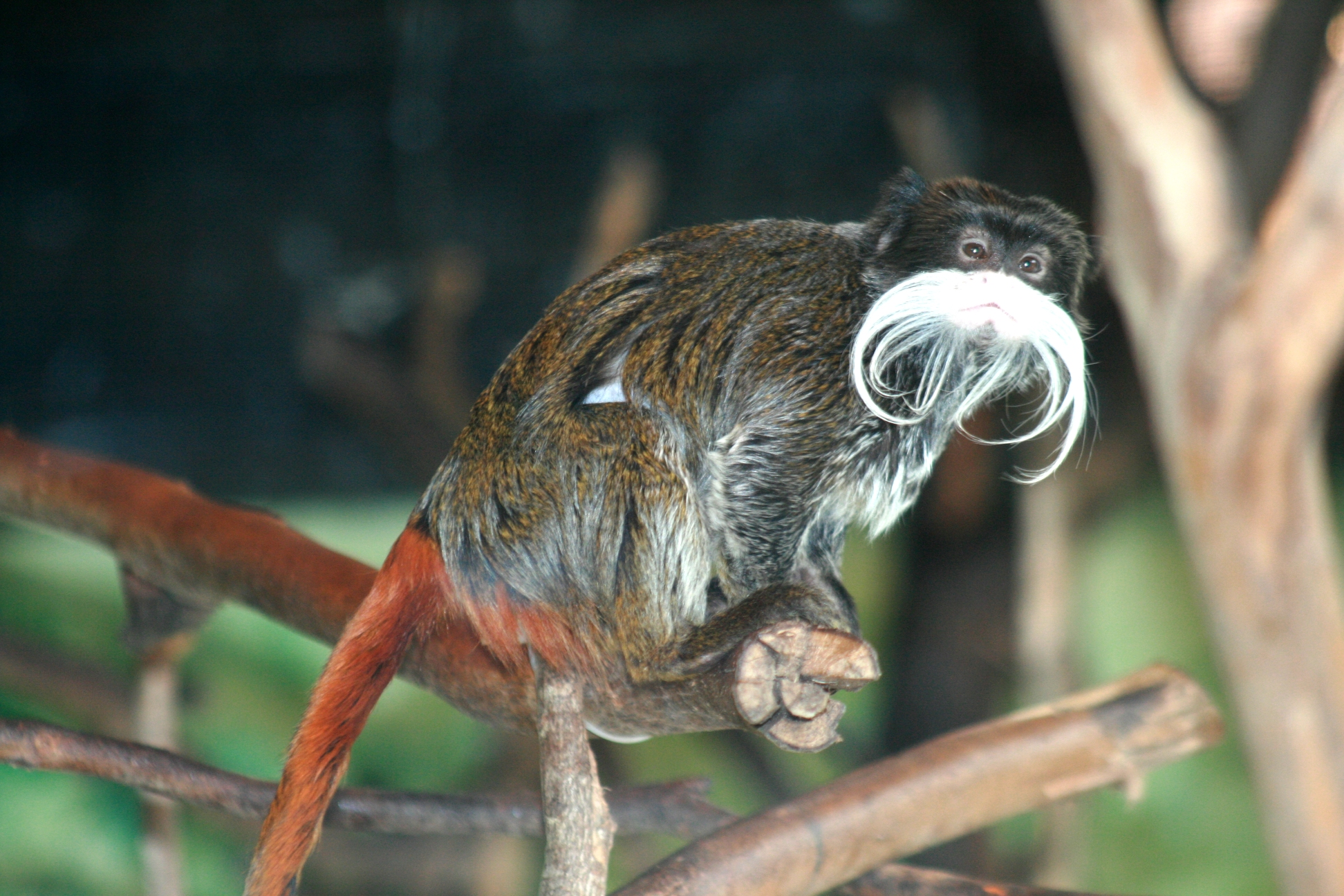

A császárbajszú tamarin (Saguinus imperator) az emlősök (Mammalia) osztályába a főemlősök (Primates) rendjébe és a csuklyásmajomfélék (Cebidae) családjába tartozó faj.
Azonnal felismerhető és elkülöníthető a többi fajtól, hatalmas bajuszának köszönhetően, amely olyan fenségesen csüng alá, hogy igazán hűen utánozza a tiszteletre méltó kínai mandarinok bajuszát.
„Császári" címét egy hibának köszönheti, melyet egy állatpreparátor követett el, aki azt a feladatot kapta, hogy tömje ki a faj típuspéldányát. Mivel még életében nem látott élő példányt, nyilvánvalóan azt feltételezte, hogy életben ez a rendkívüli nagyságú bajusz fölfelé kunkorodik, pontosan úgy, ahogy a német II. Vilmos császáré, így hát ennek megfelelően állította be. Ennek köszönhetően ez az elbűvölő kis majom császártamarin néven vált ismertté. Természetesen további példányok befogásával gyorsan kiderült, miképp is áll valójában eme faj bajusza, de ekkorra már túlságosan elterjedt a császári elnevezés ahhoz, hogy kivonják a forgalomból.

## Elterjedése
Felső-Amazóniában Észak-Bolíviától Kelet-Peruig és Brazília nyugati részéig honos.
Az Andoktól keletre fekvő mélyföldeken, de még a tulajdonképpeni Amazonas-medence szélső területeinek liánokban gazdag esőerdeiben él. A császárbajszú tamarin kedveli a folyóparton álló fákat.

## Alfajai
Kettő, színezetében és mintázatában is eltérő alfaja ismert, melyek közül egyik sem gyakori.
- Saguinus imperator imperator
- Saguinus imperator subgrisescens

## Megjelenése
E kis karmosmajom legfeltűnőbb ismertetőjegye a nagy, lefelé hajló, fehér színű bajsza, amiről nevét is kapta. A szem felső részét világos szegély választja el a szürke fejtetőtől. A hát szőrzete melírozott, sötéten hullámozott szürkébe megy át. A testhosszúságot meghaladó méretű farok a sötét csúcsa kivételével vörösesbarna vagy világosvörös, kezei és lábai sötétek. A fiatalok bajsza rövid, a bajusz méretében nagy különbségek figyelhetők meg. Hangja madárszerűen magas és csiripelő. Testhossza 23-26 centiméter, farokhossza 35-40 centiméter, testtömege 300-400 gramm.

## Életmódja

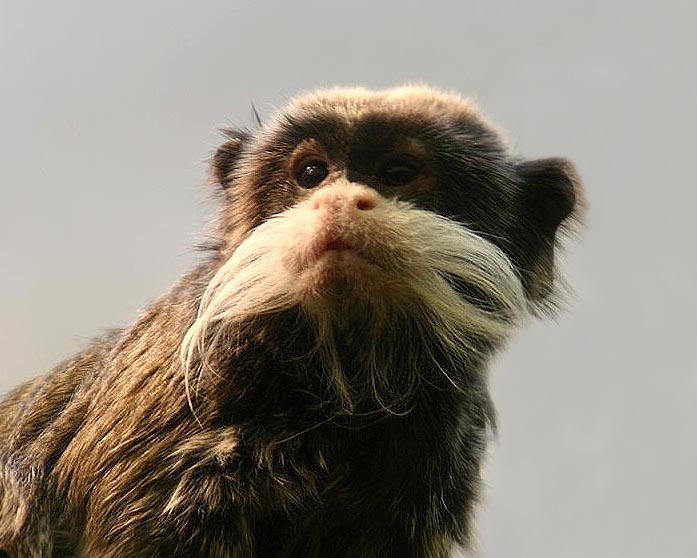

Aktív állatok. Néhány órás alvástól eltekintve egész nap  mozognak, és idejük nagy részét táplálékszerzéssel, társaikkal való játékkal, veszekedéssel töltik.
Csoportokban él, melyek egy domináns nőstényből, több alárendelt nőstényből, egy vagy több hímből és az utódokból állnak. Egy csoportban 2-10 állat szokott együtt élni.
A csoportok az éjszakát a sűrű bozótban vagy egy fa odvában töltik, a nap legnagyobb részében pedig egyik gyümölcstermő fáról vándorolnak a másikra. A karmosmajmok többségéhez hasonlóan főként a magasabb fákon mozog. Kis mérete miatt ki tud mászni a vékonyabb ágakra is.
Könnyű testsúlya miatt a vékony ágakon is biztonságosan mozoghat, ahová a rá vadászó ragadozók nem tudják követni.
Macskákéhoz hasonló óvatossággal cserkészi be a rovarokat és más apró állatokat, majd villámgyorsan elkapja azokat. Túlnyomórészt gyümölcsökkel és nektárral táplálkozik, de fehérjeigényét a rovarokból fedezi. A faj képviselői nemritkán más tamarinokkal vegyes csoportokban vándorolnak.

## Szaporodása

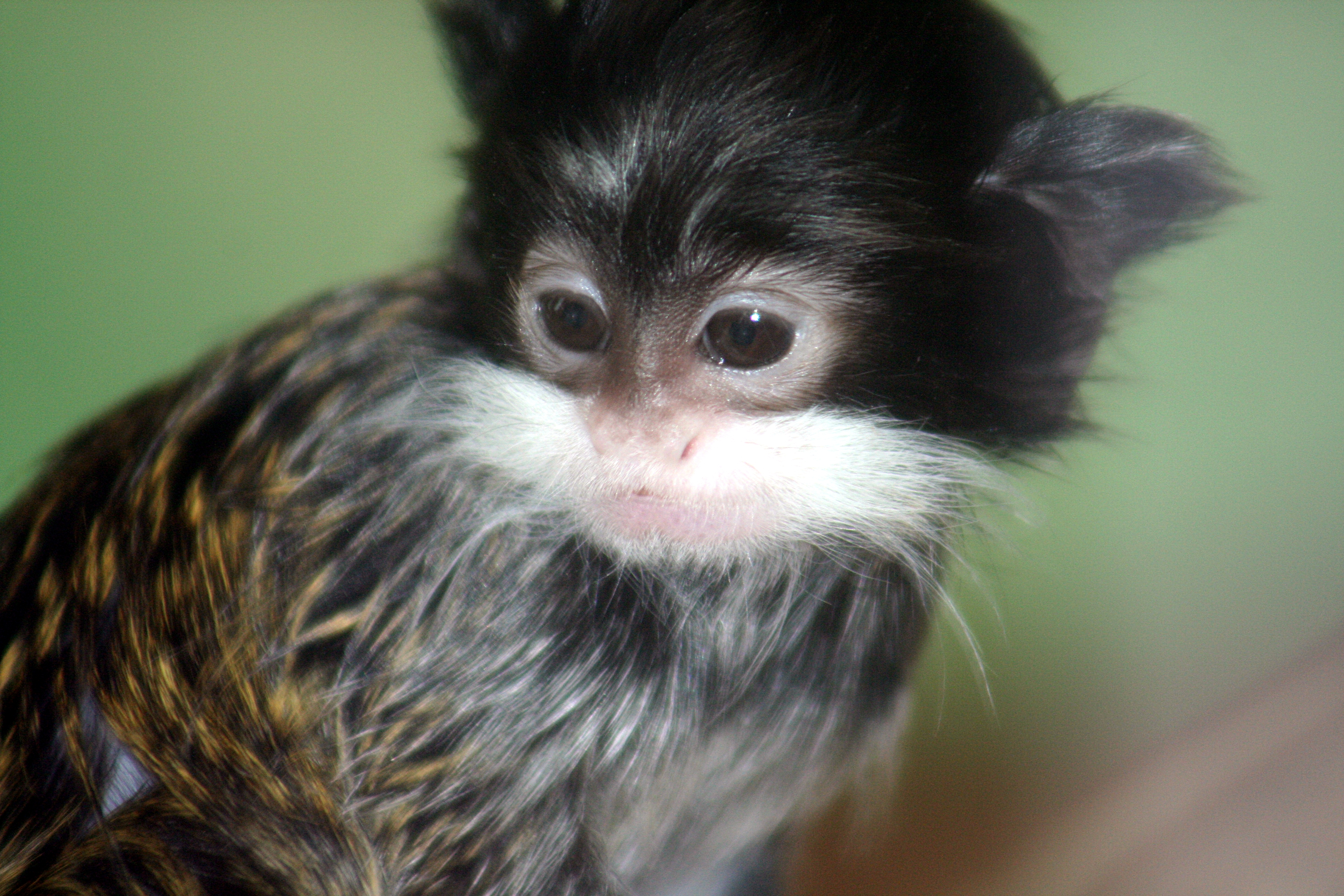
Császárbajszú tamarin kölyök

Mint minden tamarinnál, ennél a fajnál is kizárólag a domináns nősténynek van joga párosodni. A nőstény a csoport minden hímjével párosodik. Ez a jelenség ( a poliandria) az emlősök között elég ritka jelenségnek számít.
A 140-170 napos vemhesség után általában két kölyköt hoz világra a nőstény. A kicsiket mindig a domináns hím egyed hordozza magával és csak a szoptatási időszakban adja át az anyaállatnak a kölyköket. A kicsik két-három hónapig szopnak és 16-20 hónapos korukra lesznek ivarérettek.
Várható élettartama vadon 10 év körül van, fogságban akár 16 évig is élhet.

## Természetvédelmi helyzete
Az élőhelyén tapasztalható erdőirtás ellenére, még viszonylag gyakori fajnak számít. A Természetvédelmi Világszövetség szerint besorolása "nem veszélyeztetett".
Aránytalanul nagy, komikus bajsza miatt szívesen tartják állatkertekben.
Magyarországon jelenleg a Fővárosi Állat- és Növénykertben és a Nyíregyházi Állatparkban láthatóak.

## Képek

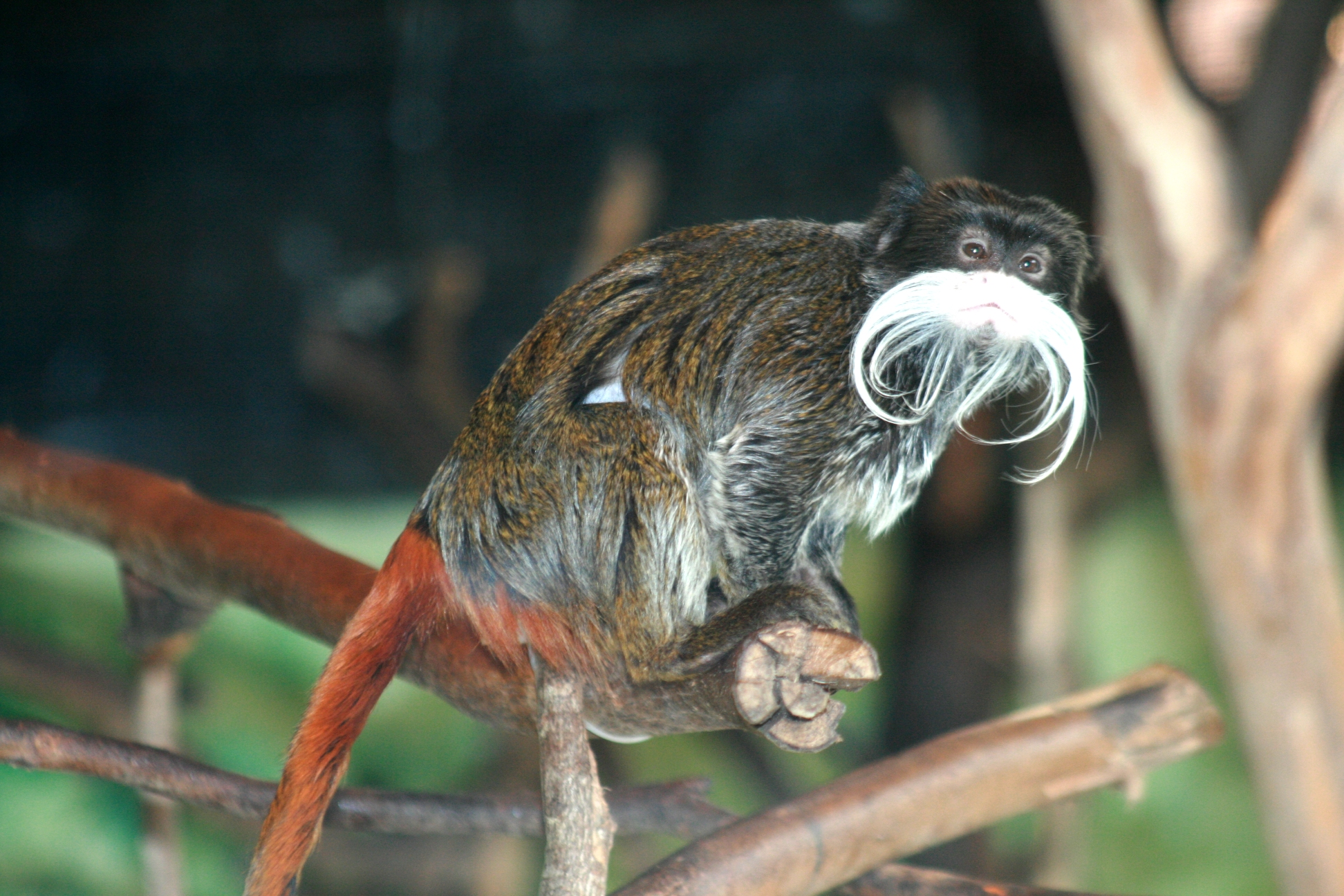
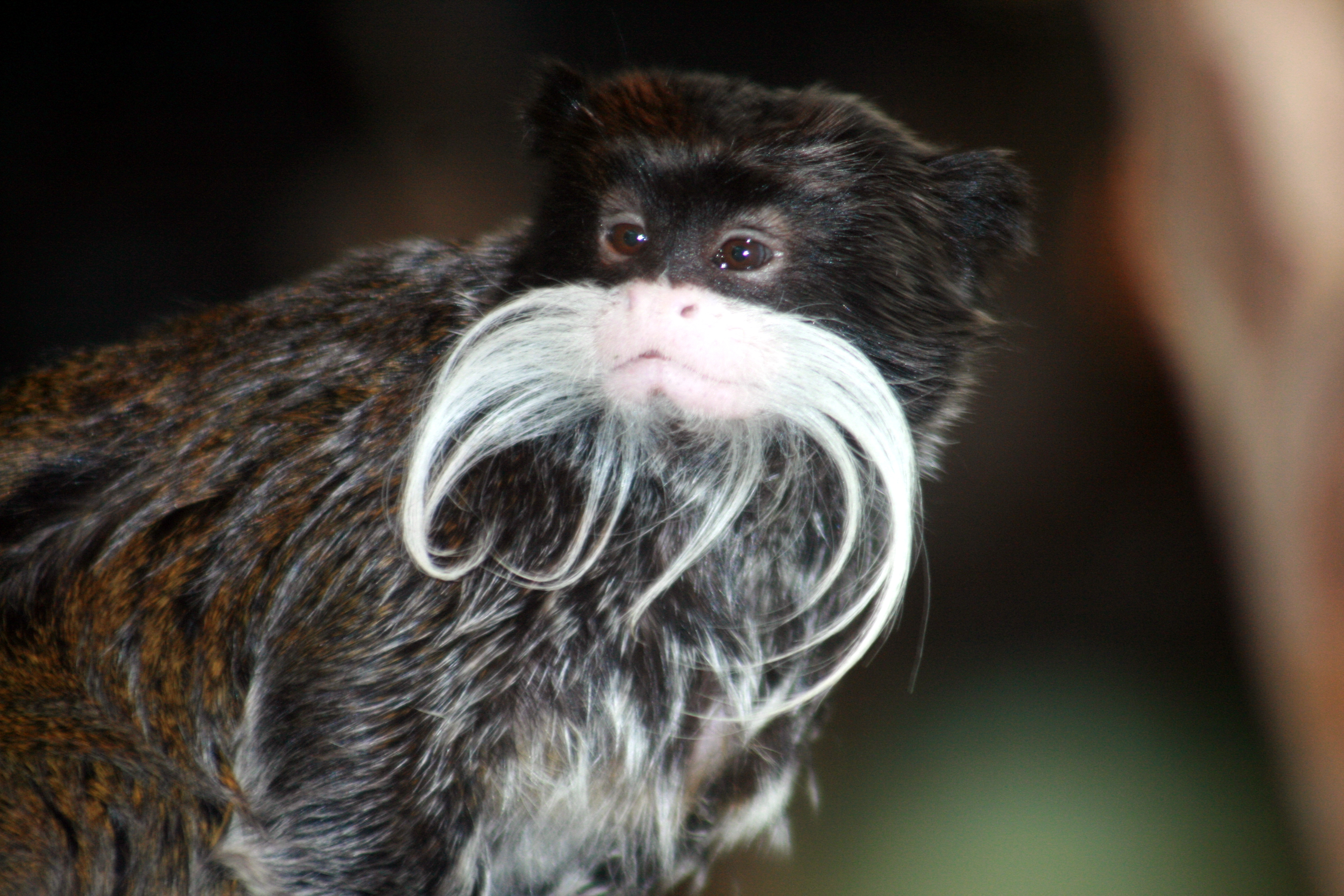
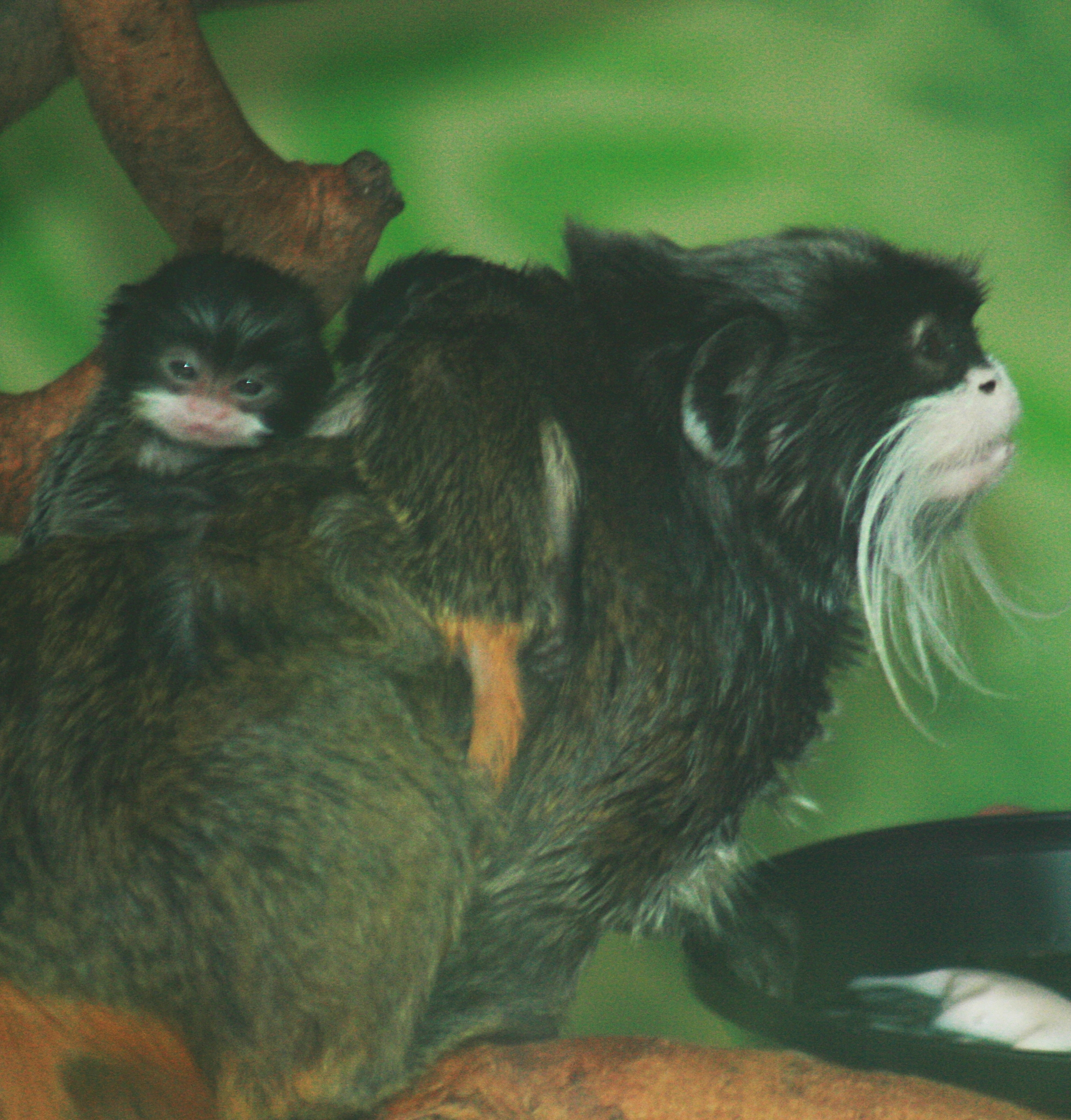
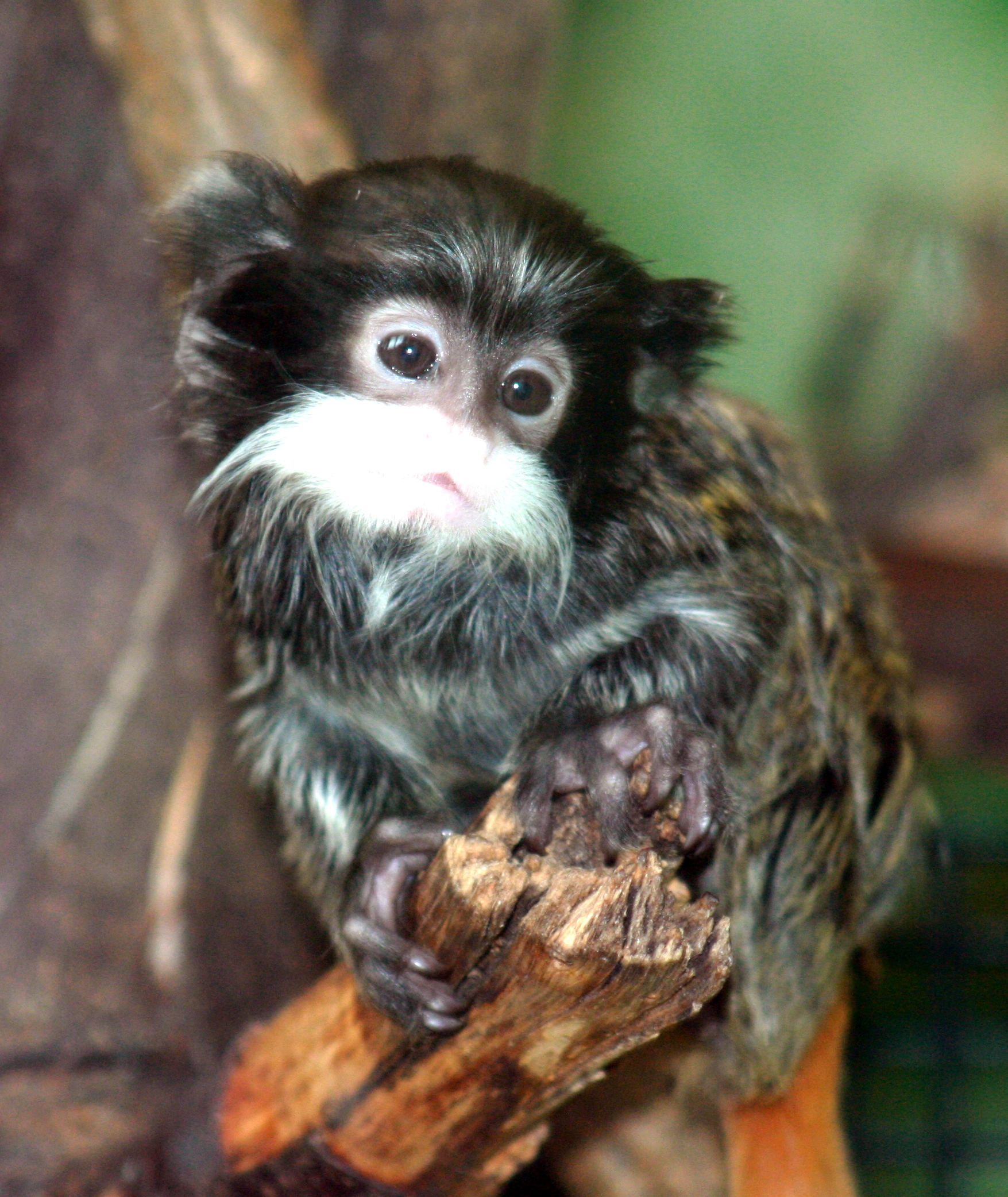